# Business-to-business
Business-to-business (B2B) är en marknadsstrategi som inbegriper omsättning av varor och tjänster mellan företag. Detta kan jämföras med relationen mellan företag och andra grupper, exempelvis konsumenter, återförsäljare och offentlig förvaltning. Relationen mellan företag och konsumenter brukar refereras med Business-to-consumer (B2C). Relationen mellan företag och återförsäljare brukar refereras med Business-to-dealer (B2D). Business-to-business (B2B eller i vissa länder BtoB) hänvisar till en situation där ett företag gör en kommersiell transaktion med en annan. Detta uppstår vanligtvis när:
• Ett företag är inköpsmaterial för sin produktionsprocess (t.ex. en livsmedelsproducent som köper salt).
• Ett företag behöver tjänster av en annan av operativa skäl (till exempel en livsmedelsproducent som använder ett bokföringsföretag för att granska sina finanser).
• Ett företag säljer varor och tjänster som producerats av andra (t.ex. en återförsäljare som köper slutprodukten från livsmedelsproducenten).

## Skillnaden mellan B2B och B2C
B2B inkluderar personlig kontakt med upphandlare och en förhandlingsprocess snarare än försäljning. Direkt marknadsföring som t.ex. i email till inköpare och marknadsansvariga eller nyhetsbrev, är viktigare inom B2B än inom B2C och är effektivare att satsa på än för B2C-företag. Det informella tilltalet och dess tonalitet och identitet kan påverka mycket, medan B2C-företag tenderar att prioritera sin offentliga image.
Både inom B2B och B2C bör marknadsföringen tydligt förmedla produktens potential att möta ett specifikt och uttalat behov hos marknaden. Kommunikationen anpassas för att framhäva styrkorna hos företaget och dess tjänster eller produkter på ett sätt som är lämpligt för just den målgruppen.

## Kommunikationsstrategier och samarbete
Marknadskommunikationen har förändrats dramatiskt i takt med den snabba utvecklingen i det digitala landskapet. Explosionen av sociala medier och ny digital teknik har resulterat i bättre och snabbare service och mer effektiv kontakt med distributörer. Samarbete, partnerskap och allianser är på väg in och mindre fokus ligger på massmarknad och transaktioner. Marknadsföring och kommunikation anpassas efter individen, inte bara i tilltal utan även när det gäller vilka kanaler som används. 
Information och kommunikation är de nya huvudsakliga redskapen, medan uppseendeväckande kampanjer och specifika budskap blir ovanligare och mindre effektiva. Numer sker kommunikationen och varumärkesbyggandet i ett flertal olika kanaler, som t.ex. sociala medier, i informella samtal, mail-konversationer och även i design av trycksaker och liknande. Resultatet är att alltfler B2B-företag satsar på kommunikativa strategier som använder sig av alla olika kanaler, utan att skilja den digitala marknaden från resten.
Två nya typer av B2B-företag har blivit mer framträdande. Företag som t.ex. Google och Yahoo erbjuder möjligheten att synas vid informationssökning, både genom annonser och banners och genom att företagshemsidor rankas upp vid sökningar. En annan typ av B2B-företag samlar - mot kommission - ett flertal producenter och återförsäljare på stora robusta webbplatser. Ett tidigt exempel på ett sådant projekt var när The Big Three - Ford, General Motors and DaimlerChrysler - gick samman för att driva en del av försäljningen online. Så småningom upphörde samarbetet, men ett nutida framgångsrikt exempel är t.ex. Agentrics, som uppstod vid sammanslagningen av WorldWide Retail Exchange and GlobalNetXchange.

## Utökad marknad - B2B2C
Dagens B2B-kommunikation inkluderar även konsumentmarknaden. Trender uppstår på nya sätt tack vare demokratiseringen av information och sociala media. Konsumenter och slutanvändare är både kunniga och inflytelserika. Samtidigt blir B2B-företagen allt mindre hierarkiska och samarbeten blir mer gränsöverskridande. Det har därför blivit naturligt för B2B-företag att även försöka påverka konsumentmarknaden.
Kommunikationsstrategier kan anpassas efter de trender som finns på konsumentsidan av marknaden. Genom att generera efterfrågan hos sina kunders egna kunder kan man utöka sin egen marknad och göra sig ovärderlig för sina samarbetspartners. Ny efterfrågan innebär nya behov som företaget kan uppfylla, vilket i sin tur genererar större efterfrågan inom B2B. Förutom att kunskap om konsumentmarknaden gör det lättare för B2B-företag att möta sina partners behov gör det även att varumärket stärks när företaget får rykte som branschexpert.